# فرجينيا راندولف
فرجينيا راندولف (بالإنجليزية: Virginia Randolph) هي مُدرسة أمريكية، ولدت في 6 أغسطس 1870 في ريتشموند في الولايات المتحدة، وتوفي بنفس المكان في 16 مارس 1958.